# Вотский Менеуз
Вотский Менеуз (баш. Вотяк Мәнәүезе) — деревня в Илишевском районе Республики Башкортостан Российской Федерации. Входит в состав Андреевского сельсовета.

## География

### Географическое положение
Расстояние до:
- районного центра (Верхнеяркеево): 29 км,
- центра сельсовета (Андреевка): 6 км,
- ближайшей ж/д станции (Буздяк): 142 км.

## Население
| 2002 | 2009 | 2010 |
| ---- | ---- | ---- |
| 18   | ↘6   | ↘4   |

Национальный состав
Согласно переписи 2002 года, преобладающие национальности — башкиры (33 %), удмурты (33 %).